# Gewoon kweldergras
Gewoon kweldergras (Puccinellia maritima) is een vaste plant die behoort tot de grassenfamilie (Poaceae). De plant komt van nature voor langs de Europese kusten.
De dichte zoden-vormende plant wordt 30-70 cm hoog en vormt bovengrondse uitlopers, die op de knopen wortelen. De schuin opstijgende of rechtopstaande stengels zijn hol. De iets vlezige bladeren zijn cilindrisch samengevouwen. Het tongetje (ligula) is 2,8 mm lang.
Gewoon kweldergras bloeit van juni tot de herfst. De 5-10 mm lange aartjes hebben vaak een paarse kleur en bestaan uit vijf tot negen bloemen. Het onderste kelkkafje is 2,4 mm lang en het bovenste 5 mm. Het onderste kroonkafje (lemma) van de onderste bloemen is 3-5 mm lang en aan de top breed vliezig gerand. Het bovenste kroonkafje is evenlang als het onderste. De helmknoppen zijn 1,5-2,5 mm lang. De bloeiwijze is een eenzijdige pluim met afstaande zijtakken. Na de bloei staan de zijtakken rechtop.
De vrucht is een graanvrucht.
De plant komt voor op kwelders en in zilte graslanden.

## Plantengemeenschap
Gewoon kweldergras is de naamgevende kensoort voor het verbond van gewoon kweldergras (Puccinellion maritimae), een groep van plantengemeenschappen van zilte tot brakke gronden van buitendijkse terreinen in estuaria.

## Namen in andere talen
- Duits: Andel, Strand-Salzschwaden oder Strandschwingel
- Engels: Common Saltmarsh-grass
- Frans: Puccinellie maritime